# 野平鮋
野平鮋，為輻鰭魚綱鮋形目鮋亞目平鮋科的其中一種，為亞熱帶海水魚，分布於中太平洋東部墨西哥加利福尼亞灣中部海域，棲息深度110-200公尺，體長可達21.2公分，棲息在底層水域，卵胎生，生活習性不明。